# Sūpārinpei

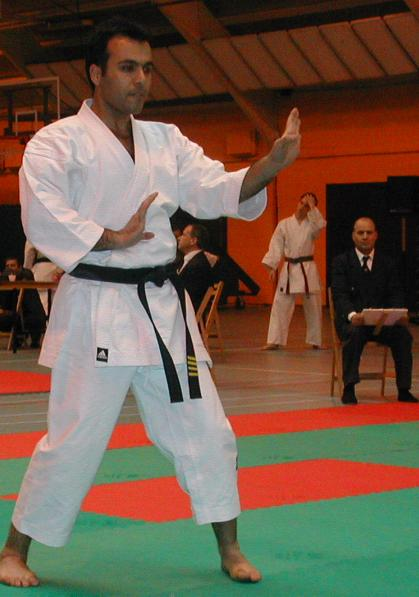
Sūpārinpei auf einem Wettbewerb

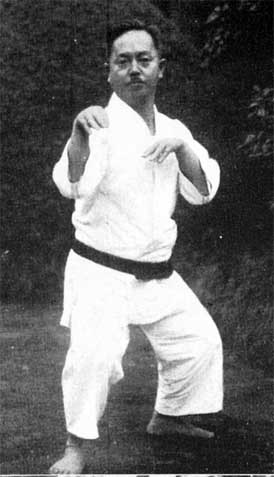
Mabuni Kenwa zeigt die Kata Sūpārinpei

Sūpārinpei (japanisch 壱百零八手 oder スーパーリンペイ, chin. yī bǎi línɡ bā) ist die höchste und schwierigste Kata des Karate-Stils Gōjū-Ryū.

## Ursprung und Name
Der Ursprung der Kata liegt im Stil der 18 Arhats. Die chinesische Bedeutung lässt sich mit der Zahl 108 (yī bǎi línɡ bā) übersetzen. Nach buddhistischem Verständnis verfügt jeder Mensch über 108 Quellen des Unglücks, die er im Laufe seines Lebens zu überwinden hat. Die Zahl 108 verweist einerseits auf den buddhistischen Ursprung der Kata und andererseits auf die Anzahl der darin enthaltenen Techniken.
Sūpārinpei wird auch Petchūrin (japanisch 百歩連 bzw. ペッチューリン, chin. bǎi bù lián, dt. Die 100 Schritte vereinen) genannt. Die Zahl 100 steht dabei für eine sehr große, fast unzählbare Menge, und die Schritte meinen Techniken. „Bai bu lian“ bedeutet demnach: „Eine Kata, die viele Techniken vereint“.

## Inhalt
Sūpārinpei enthält viele Offenhandtechniken mit Betonung auf beidhändigen Techniken. Der simultane Gebrauch beider Hände für Kontertechniken, Doppelschläge und Würfe zeigt das hohe Niveau dieser Kata und erlaubt fast endlose Kombinationen.

## Shōtōkan
Sūpārinpei wird auch in abgewandelter Form in einigen Strömungen des Shōtōkan, zum Beispiel der von Tetsuhiko Asai propagierten Variante, unter dem Namen Hyakuhachiho (japanisch 百八歩) oder Hyakuhappo geübt. Sie zählt nicht zu den „Standard-Kata“ des Shōtōkan.

## Videos
- Andreas Ginger: Goju-Ryu Kata. Videoproduktion Geupel (DVD, ohne Altersbeschränkung, ca. 100 min)
- Mario Holderbach: Goju-Ryu-Kata. Best Fitness Solutions (DVD, ohne Altersbeschränkung)